# Zuidplaspolder

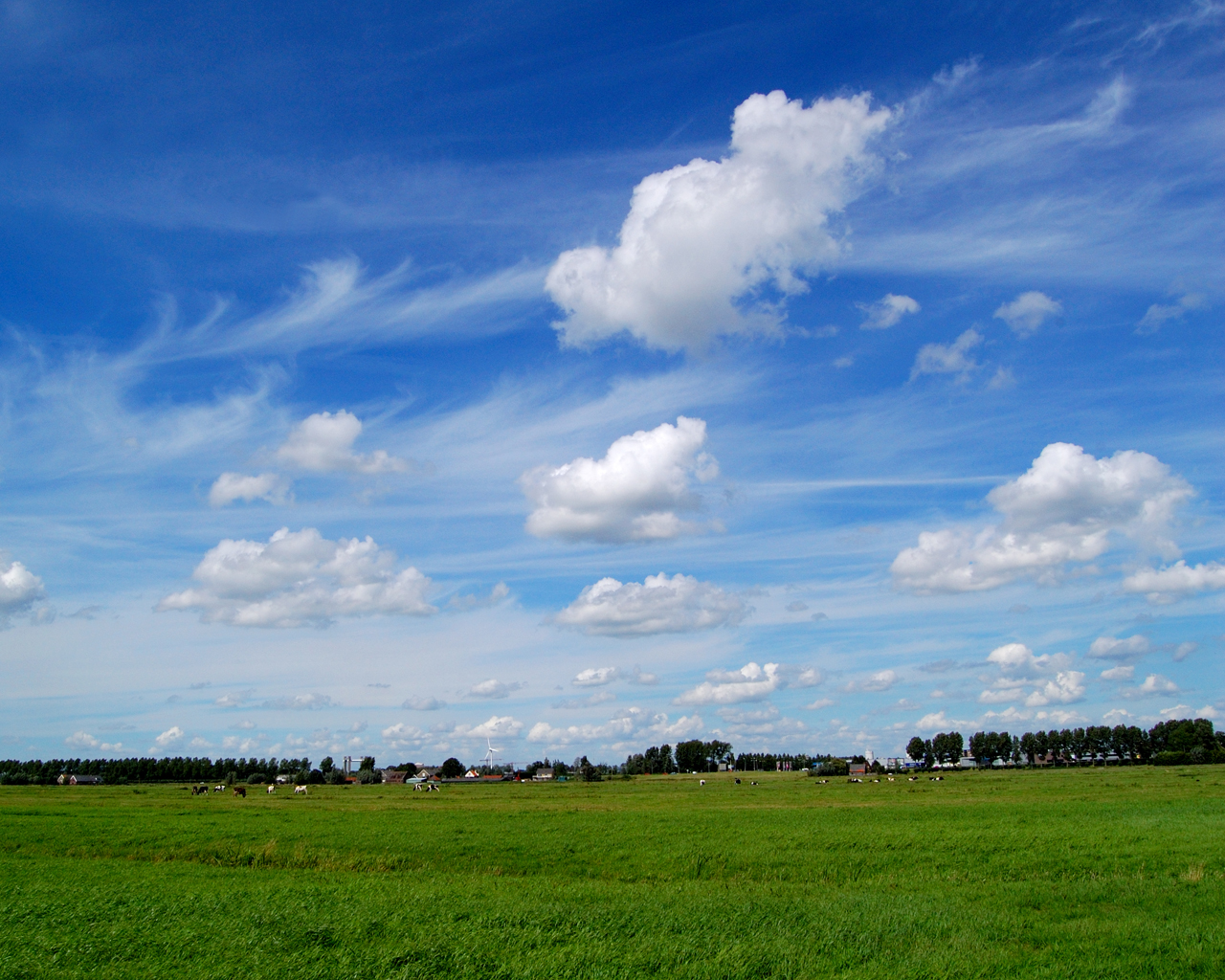
Zuidplaspolder, in Moordrecht

Zuidplaspolder è una depressione presente nella parte occidentale dei Paesi Bassi, a nord-est di Rotterdam. Con i suoi 7 metri di profondità sotto al livello del mare rappresenta, insieme a Lammefjord in Danimarca, il punto più basso dell'Unione europea.